# Efecto antabus

Fórmula del disulfiram (antabus)

En farmacología, se conoce como efecto antabus o efecto disulfiram a los síntomas que se producen al ingerir bebidas alcohólicas después de la administración de ciertos medicamentos como el disulfiram (antabus). El efecto antabus se utiliza en la terapéutica de deshabituación de los enfermos alcohólicos.

## Síntomas
El efecto antabus se manifiesta por un conjunto de síntomas que consisten en enrojecimiento de la cara, dolor de cabeza, sudoración profusa, taquicardia, náuseas, vómitos y en ocasiones vértigo, hipotensión arterial y síncope. Estos síntomas se producen porque en circunstancias normales, el etanol se metaboliza a acetaldehído por la acción de la enzima alcohol-deshidrogenasa, y posteriormente el acetaldehído se transforma en acetato por acción de la aldehído-deshidrogenasa. El disulfiram provoca una inhibición de la enzima aldehído-deshidrogenasa, lo que conduce a una acumulación de acetaldehído en sangre que es la que causa los síntomas citados.

## Fármacos
Entre los medicamentos que pueden desencadenar el efecto antabus se encuentran: disulfiram, metronidazol, cefoperazona, cloranfenicol, isoniazida, ketoconazol, nitrofurantoína, sulfonamidas y tolbutamida.

## Hongos

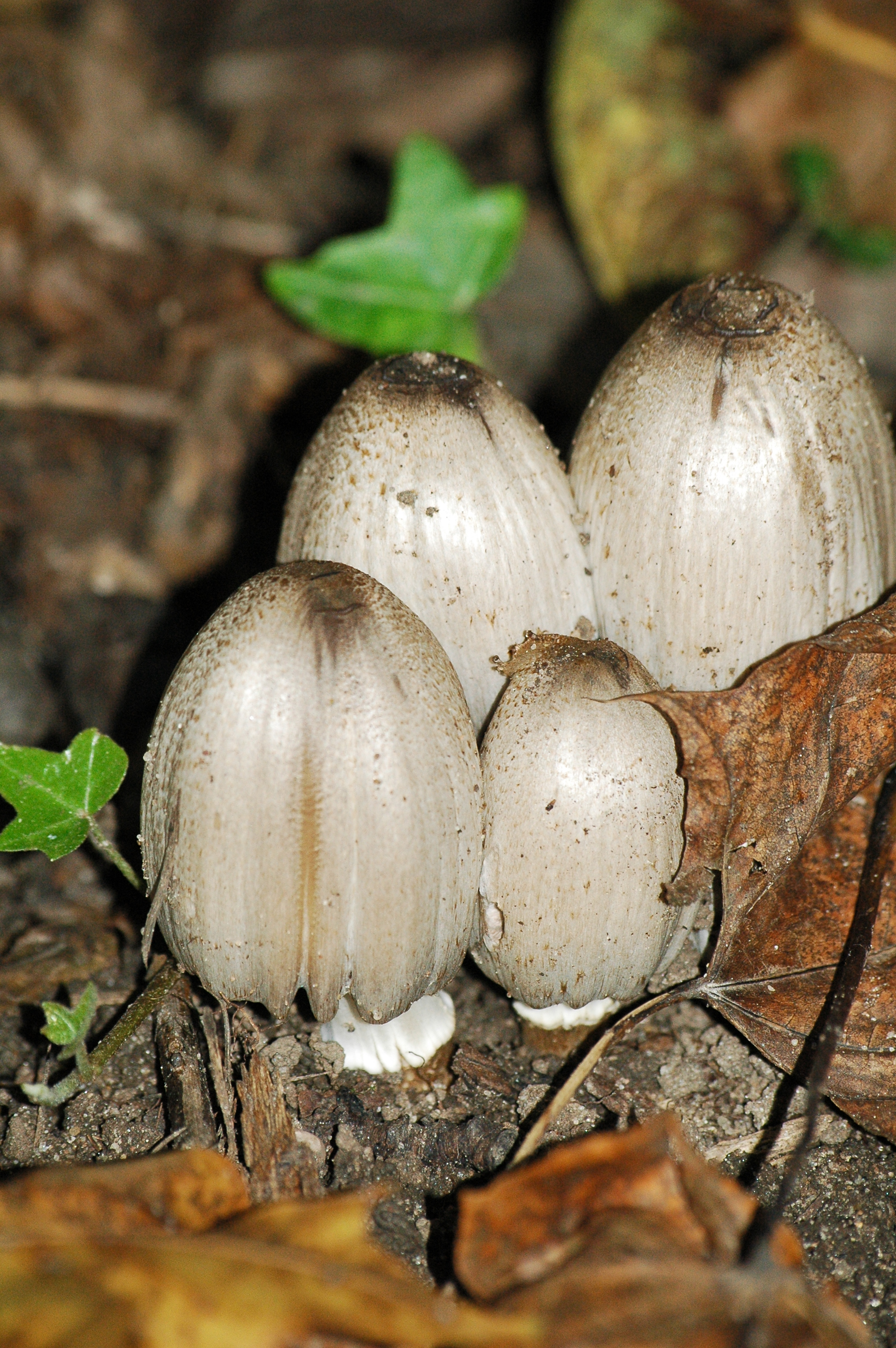
Coprinus atramentarius es una de las especies de hongos que pueden provocar el efecto antabus.

La ingesta de algunas especies de hongos como Coprinus atramentarius, Boletus lividus y Clytocibe clavipes pueden desencadenar el efecto antabus. Estos hongos contienen una toxina denominada coprina de propiedades similares al disulfiram. Este fenómeno se produce incluso 3 días después de consumir alguno de estos hongos.

## Sustancias de origen industrial
Alguna sustancias que se utilizan industrialmente, como el dibromuro de etileno y la dimetilformamida que se emplea como disolvente del poliacrilonitrilo, pueden provocar efecto antabus, sobre todo por absorción en el medio laboral debida a inhalación o contacto cutáneo.

## Terapéutica
El efecto antabus se utiliza con fines terapéuticos en el tratamiento de deshabituación de pacientes alcohólicos, para ello se administra bajo control médico disulfiram, el cual provoca los desagradables síntomas del efecto antabus cuando el paciente ingiere bebidas alcohólicas en las horas siguientes.